# الرجل في الصورة (رواية)
الرجل في الصورة (بالإنجليزية: The Man in the Picture)‏ هي رواية للكاتبة البريطانية سوزان هيل، نشرت عام 2007، لأول مرة عن دار نشر بروفايل بوكس في المملكة المتحدة وأوفرلوك بريس في الولايات المتحدة. واسم الرواية بالكامل- الرجل في الصورة : قصة شبح The Man in the Picture: A Ghost Story، وقد تم عرضها ككتاب وقت النوم على إذاعة بي بي سي 4.

## الحبكة
لوحة زيتية للمحتفلين الملثمين في كرنفال البندقية معلقة في غرفة أستاذ أوليفر القديم في كامبريدج. تم الكشف عن قصتها لأوليفر في إحدى ليالي الشتاء الباردة من قبل الدون المسن، تتمتع الصورة بالقدرة على فخ وتدمير أولئك الذين يعبرون طريقها.